# كيث بريفا
كيث رافاييل بريفا (بالإنجليزية: Keith Briffa)‏ (27 ديسمبر 1952 – 29 أكتوبر 2017) كان عالم مناخ بريطاني ونائب مدير وحدة البحوث المناخية. ألّف وشارك بتأليف أكثر من 130 مقالاً علمياً وفصولاً وكتباً. في عمله المهني، ركّز على تغير المناخ في أواخر العصر الهولوسيني، مع التركيز بشكلٍ خاص على الأجزاء الشمالية من أوروبا وآسيا. كانت طريقة بريفا المفضلة هي البحث في علم المناخ الشجري، وهي مجموعة من الإجراءات التي تهدف إلى فك معلومات عن المناخ السابق من خلال علم الشجر. ساعد بريفا في تطوير مجموعات البيانات من الأشجار من كندا وفينوسكانديا وشمال سيبيريا، وقد استخدمها في أبحاث المناخ.
نشأ بريفا في سبيك، والتحق بكلية سانت فرانسيس كزافييه في ليفربول. درس علم الأحياء في جامعة إيست أنجليا. حصل على درجة الدكتوراه من جامعة إيست أنجليا وكان عنوان بحثه «العلاقات بين الأشجار والمناخ وإعادة الإعمار المناخي في الجزر البريطانية» عام 1984.
بين عامي 1994 و2000، عمل بريفا في اللجنة التوجيهية العلمية لمشروع بيجز (مشروع)؛ وعمل أيضاً في مجلس أبحاث البيئة الطبيعية في المملكة المتحدة لدراسات التغير المناخي السريع وبرنامج المؤسسة الأوروبية للعلوم
عمل بريفا كمؤلف رئيسي في الفصل السادس ( علم المناخ القديم) في تقرير التقييم الرابع للجنة الدولية للتغيرات المناخية ضمن مجموعة العمل الأولى لعام 2007 في اللجنة الدولية للتغيرات المناخية.
عمل بريفا سابقاً محرراً مشاركاً في المجلات العلمية العصر الهولوسيني وعلم المناخ الشجري والريح الشمالية.

## وصلات خارجية
- الموقع الرسمي